# Czajki (województwo mazowieckie)
Czajki – osada sołecka w Polsce położona w województwie mazowieckim, w powiecie nowodworskim, w gminie Nasielsk.
Za Królestwa Polskiego istniała gmina Czajki. W latach 1975–1998 miejscowość administracyjnie należała do województwa ciechanowskiego.